# Guðbjartur Hannesson
Guðbjartur Hannesson (ur. 3 czerwca 1950 w Akranes, zm. 23 października 2015 tamże) – islandzki polityk, nauczyciel i samorządowiec, poseł do Althingu i jego przewodniczący w 2009, w latach 2010–2013 minister.

## Życiorys
Z wykształcenia nauczyciel, w 2005 uzyskał magisterium w Londynie. Pracował w wyuczonym zawodzie, w latach 1981–2007 był dyrektorem szkoły podstawowej w rodzinnej miejscowości. W latach 1986–1998 zasiadał w radzie miejskiej w Akranes, pełnił funkcję jej przewodniczącego. Zaangażował się w działalność polityczną w ramach ugrupowania Sojusz. W latach 2007–2015 sprawował mandat posła do Althingu, w 2009 pełnił funkcję przewodniczącego islandzkiego parlamentu. Wchodził w skład rządu, którym kierowała Jóhanna Sigurðardóttir. Sprawował w nim urzędy ministra spraw społecznych i ubezpieczeń społecznych (2010), ministra zdrowia (2010) oraz ministra opieki społecznej (2011–2013).